# Ellen Nussey
Ellen Nussey (20 avril 1817 - 26 novembre 1897) fut amie à vie de l'écrivain anglaise Charlotte Brontë (l'auteur de Jane Eyre). Les quelque 500 lettres qu'elle reçut de Charlotte Brontë constituèrent une source majeure pour la biographie de Charlotte Brontë qu'Elizabeth Gaskell écrivit en 1857.